# Toni Seifert
Toni Seifert (Dresde, RDA, 14 de abril de 1981) es un deportista alemán que compitió en remo.
Ganó cuatro medallas en el Campeonato Mundial de Remo entre los años 2005 y 2010, y dos medallas en el Campeonato Europeo de Remo, en los años 2010 y 2013.
Participó en dos Juegos Olímpicos de Verano, Pekín 2008 y Londres 2012, ocupando en ambas ocasiones el sexto lugar en la prueba de cuatro sin timonel.

## Palmarés internacional
| Campeonato Mundial | Campeonato Mundial          | Campeonato Mundial | Campeonato Mundial |
| Año                | Lugar                       | Medalla            | Prueba             |
| ------------------ | --------------------------- | ------------------ | ------------------ |
| 2005               | Kaizu (Japón)               | Medalla de bronce  | Cuatro con timonel |
| 2006               | Eton (Reino Unido)          | Medalla de plata   | Cuatro sin timonel |
| 2009               | Poznań (Polonia)            | Medalla de oro     | Ocho con timonel   |
| 2010               | Cambridge (Nueva Zelanda)   | Medalla de oro     | Ocho con timonel   |
| Campeonato Europeo |                             |                    |                    |
| Año                | Lugar                       | Medalla            | Prueba             |
| 2010               | Montemor-o-Velho (Portugal) | Medalla de oro     | Ocho con timonel   |
| 2013               | Sevilla (España)            | Medalla de bronce  | Cuatro sin timonel |